# Turbo Out Run
Turbo Out Run è un videogioco arcade di corse automobilistiche del 1989 edito da SEGA e ideato da Yu Suzuki, che riprendeva le caratteristiche del suo predecessore Out Run. Venne convertito lo stesso anno per molti computer dell'epoca (Amiga, Amstrad CPC, Atari ST, Commodore 64, FM Towns, MS-DOS, ZX Spectrum), edito dalla U.S. Gold in Europa e dalla SEGA in Giappone e Nordamerica, e per la console Sega Mega Drive nel 1992; quest'ultima versione fu riproposta anche nella macchina arcade multigioco Mega-Tech.

## Modalità di gioco
Si tratta di un gioco di guida con visuale in prospettiva alle spalle della propria vettura, simile al predecessore, con la possibilità di selezionare tra cambio automatico o manuale.
Al posto della Ferrari Testarossa decappottabile di Out Run, si ha una più veloce Ferrari F40 in versione turbo con la possibilità di attivare il turbo che aumenta la velocità della vettura per alcuni secondi, poi, una volta che l'indicatore va in overheat, si deve rinunciare al turbo per alcuni minuti.
Il percorso è costituito da 16 livelli lungo le strade degli USA, spostandosi da est verso ovest, tutti caratterizzati da un diverso scenario. Ogni 4 livelli si accede a una schermata nella quale è possibile effettuare degli interventi di potenziamento dell'automobile. Per poter proseguire nel gioco occorre superare ciascun gruppo di 4 livelli entro un determinato tempo; in caso contrario, se si fallisce in questo obiettivo per quattro volte consecutive, occorre ricominciare da capo.

## Accoglienza
Il gioco è stato apprezzato dalle riviste di videogiochi nella versione per Commodore 64, ricevendo il punteggio di 93% dalla rivista K e del 97% da Zzap!, mentre le stesse riviste giudicarono mediocri rispettivamente le versioni per Amiga/Atari ST e per Amstrad.